# Fachwerkmuseum (Quedlinburg)

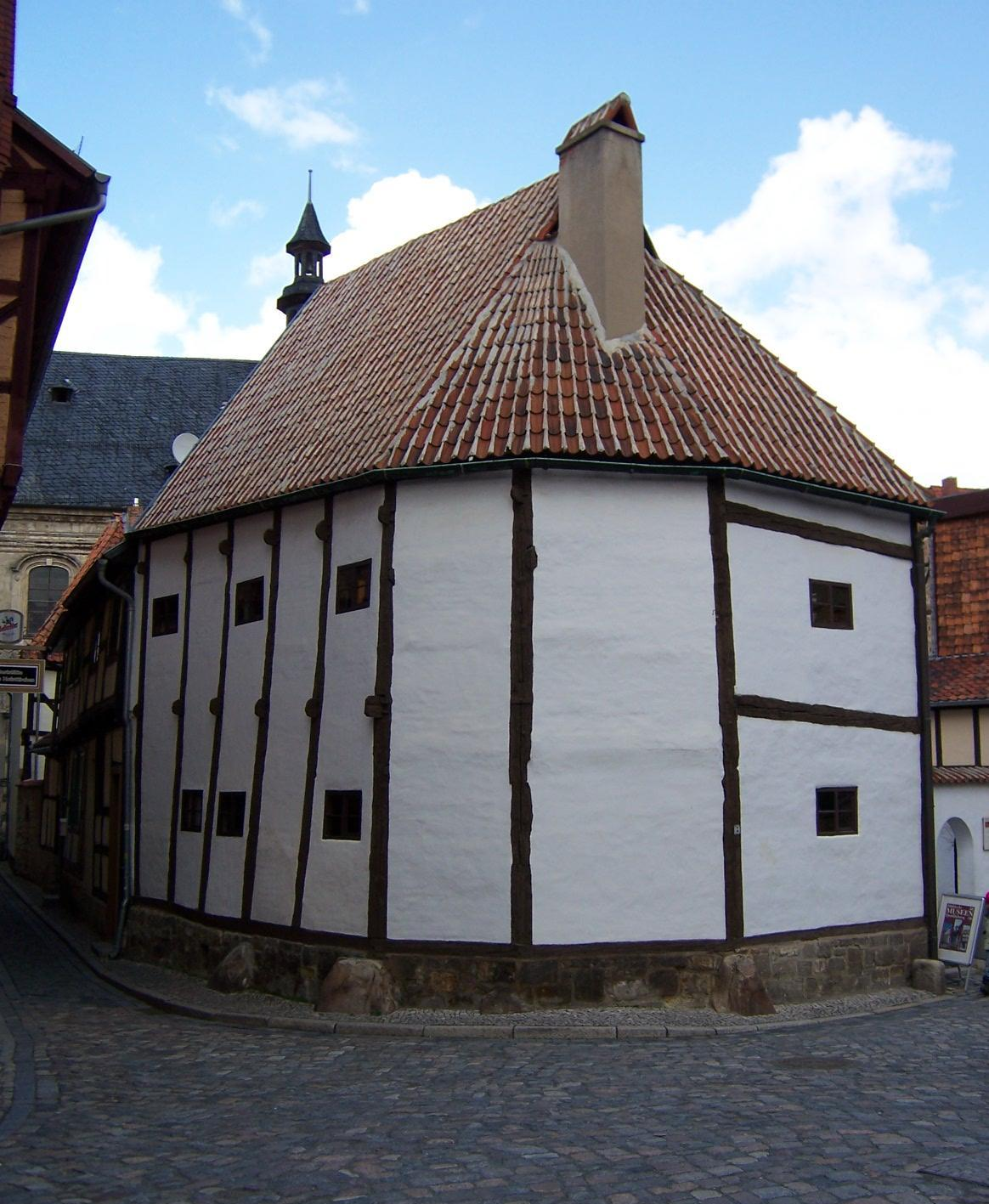
Fachwerkmuseum „Ständerbau“, 2006

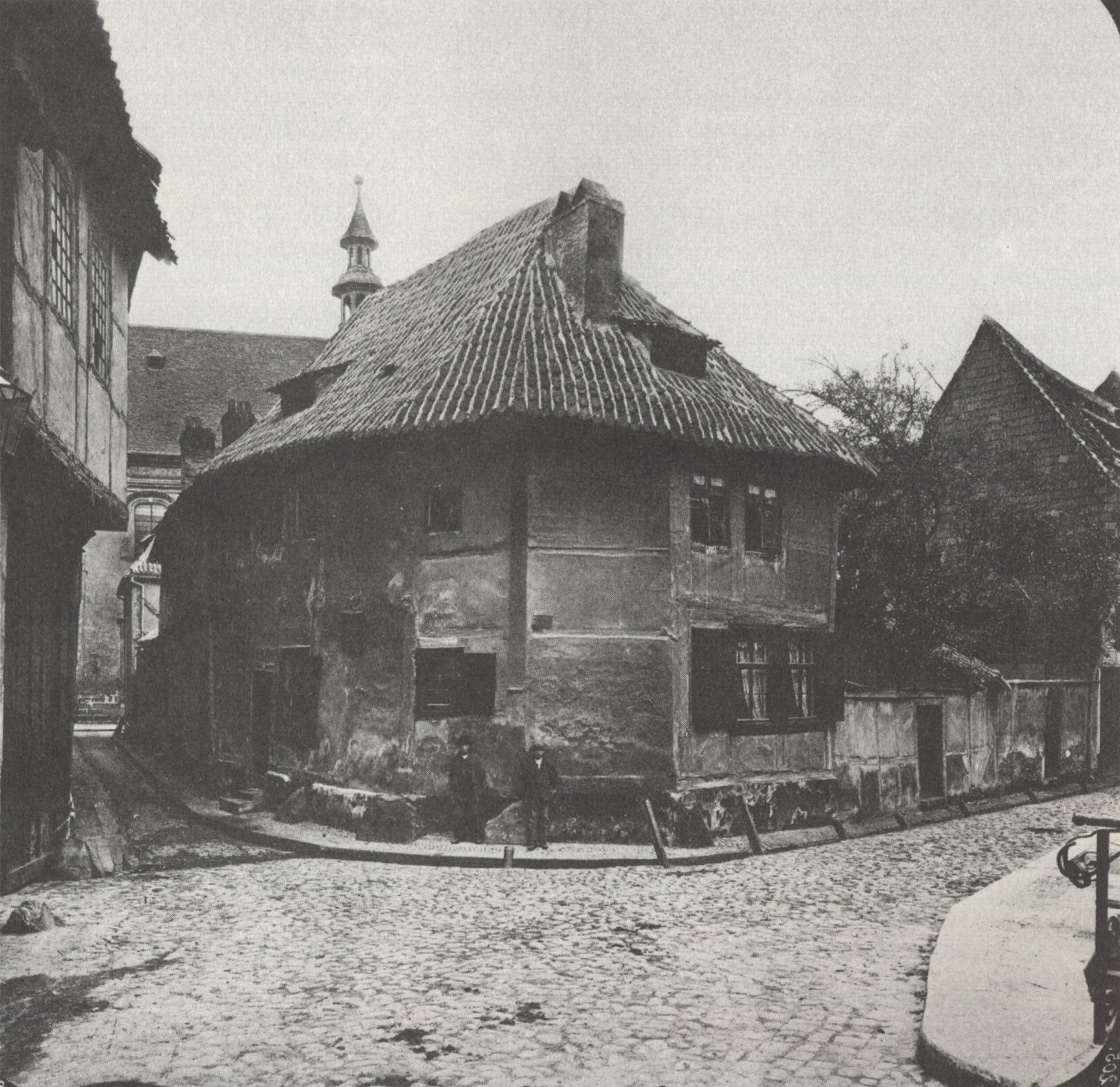
Aufnahme von 1893

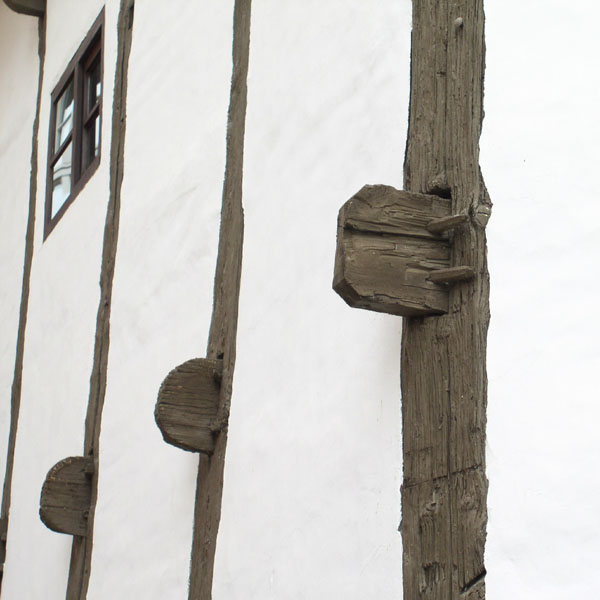
Zapfenschlösser an den Ständern

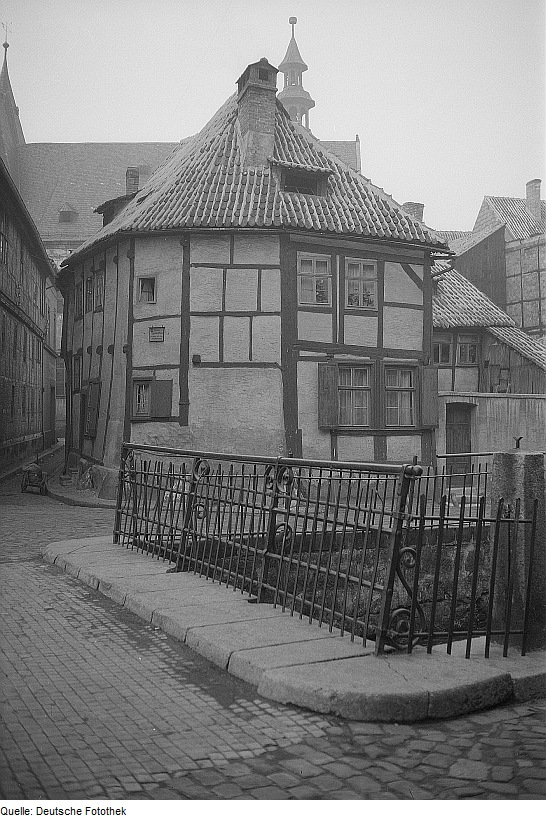
Vor 1978

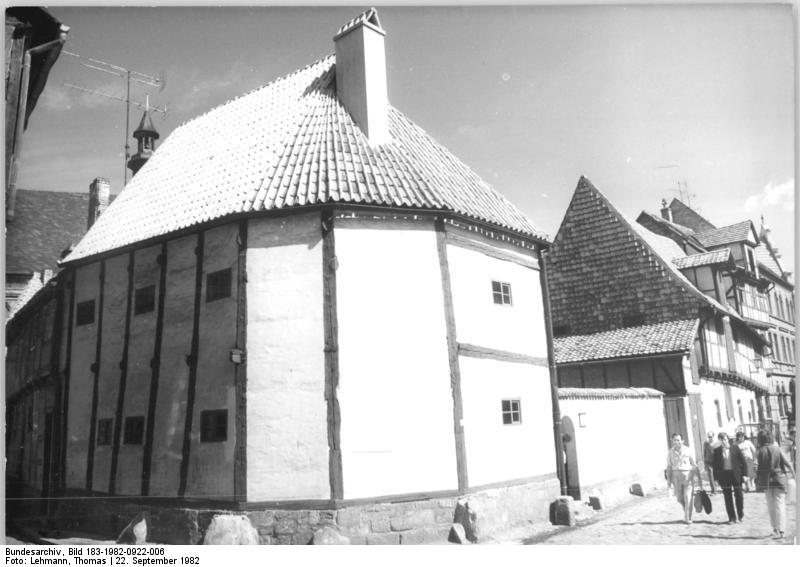
Ständerbau im Jahr 1982

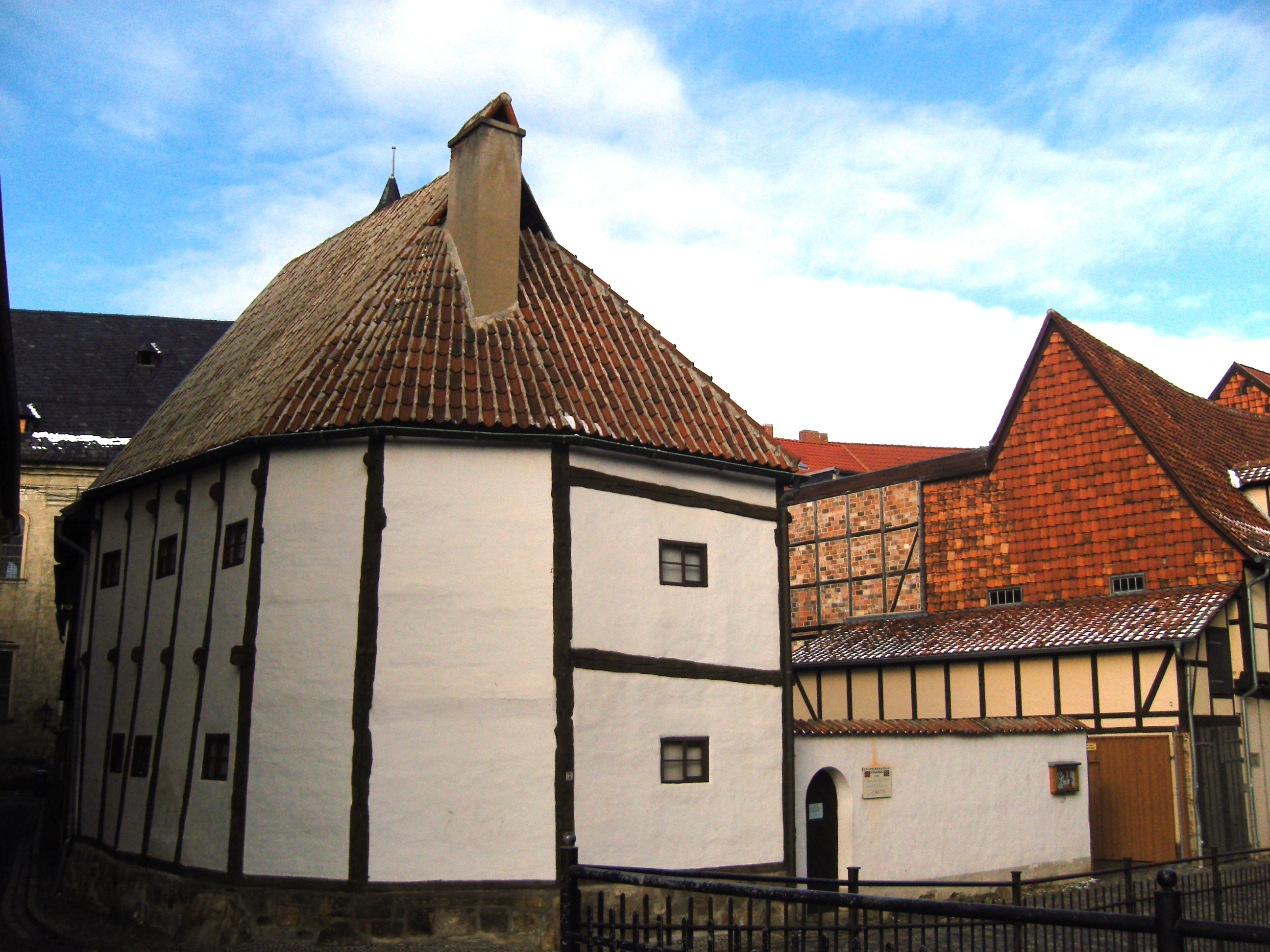
2013

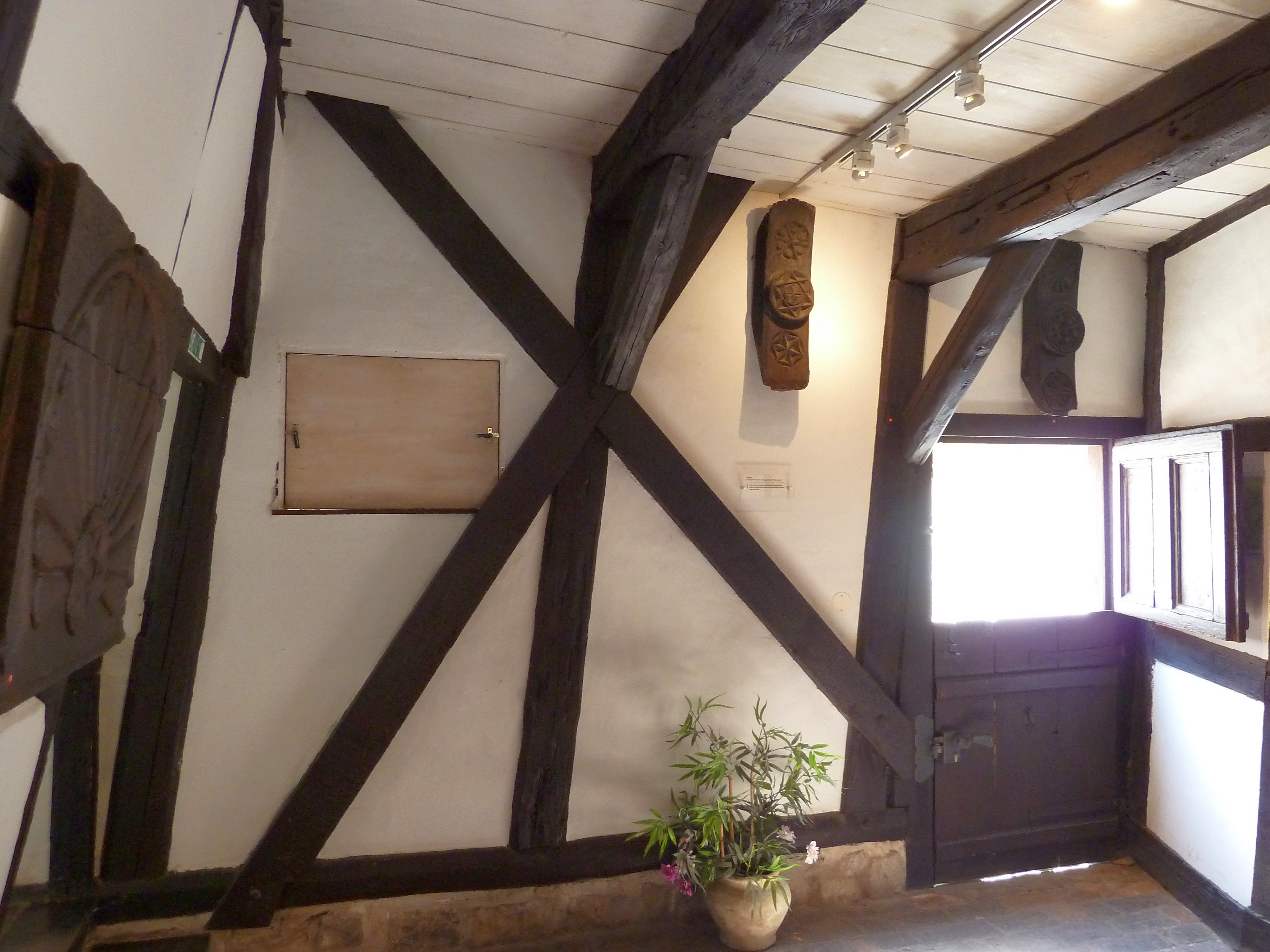
Im Museum

Das Fachwerkmuseum Ständerbau der Städtischen Museen Quedlinburg ist ein Fachwerkmuseum und denkmalgeschütztes Fachwerkhaus in Quedlinburg.

## Lage
Das Museum befindet sich in der historischen Quedlinburger Altstadt an der Adresse Wordgasse 3 an der Einmündung der Wordgasse auf die Straße Word. Es gehört zum UNESCO-Weltkulturerbe und ist im Quedlinburger Denkmalverzeichnis als Wohnhaus eingetragen.

## Geschichte und Architektur
Nach dendrochronologischen Untersuchungen ergibt sich eine Datierung von 1346/47. Als alleinstehendes Gebäude ist es in Quedlinburg eines der ältesten und zur Verdeutlichung des Ständerbauprinzips das markanteste.
Das Gebäude ist zweigeschossig und verfügt über eine Grundfläche von lediglich 48 m². Es besitzt sechs Meter hohe, durch beide Geschosse führende Ständer. Die Ständer sind sowohl in der Stockschwelle als auch im oberen Rähm eingezapft. Die Balken der Geschossdecke sind mittels Zapfenschlössern, die mit zwei Holznägeln gesichert sind, mit den Ständern verbunden. Ein weiterer Holznagel verbindet Ständer und Deckenbalken. Zwischen den einzelnen Ständern bestehen zur Stabilisierung vier Lagen von Riegeln. Die untere Schwelle ruht auf einem Sockel aus Bruchsteinen und Sandsteinquadern. Als Holz nutzte man mit einem Beil bearbeitete Nadelhölzer. Die Gefache sind mit Stakenhölzern verfüllt, in die Weidenruten eingeflochten sind. Auf dieses Geflecht ist ein mehrere Zentimeter dicker Bewurf mit Strohlehm aufgebracht. Darüber hinaus besteht ein Kalkputz, der auch die Querriegel überdeckt.
Das Erdgeschoss des Hauses wurde ursprünglich durch eine drei Meter hohe Halle gebildet. Im oberen Stockwerk betrug die Raumhöhe 2,10 Meter. Im 18. und 19. Jahrhundert erfolgten dann mehrere Umbauten. Zumindest seit dem 18. Jahrhundert wurde das Gebäude zu Wohnzwecken genutzt. Die Diele befand sich im nordwestlichen Teil des Erdgeschosses. Ihre Decke bestand aus mittels Nut und Feder verbundener Bohlen. Bis 1968 waren hier noch barocke Bemalungen mit großen Blattranken zu erkennen. Auch an den Wänden war eine Bemalung vorhanden. Zum Obergeschoss führte eine Treppe. Die einläufige Treppe hatte barocke Brettbaluster als Geländer. Von der Diele gelangte man in die Stube. Die Küche grenzte an den Schlot an und befand sich im südwestlichen Gebäudeteil.
Es war noch bis 1968 bewohnt. Zu diesem Zeitpunkt wies das Gebäude jedoch erhebliche bauliche Mängel auf, so dass bereits ab 1965 Sanierungsmaßnahmen erfolgten. Ein Aufmaß war bereits 1958 erfolgt, der Entwurf für die Durchführung des Umbaus lag dann 1966 vor. 1969 war die Restaurierung abgeschlossen. Die Baumängel betrafen insbesondere das Sparrendach mit angeblattetem Kehlbalken. Das Dach musste weitgehend abgerissen und dann wieder hergestellt werden, da sämtliche Sparrenfüße zerstört waren. Auch die überwiegende Zahl der Sparren waren im Bereich der Kehlblalkenaufblattungen gebrochen. Als Dacheindeckung dienen Hohlziegel in Kalkmörtelleisten. Auch die Wände wurden umfangreich saniert. Auf der West- und Südseite blieb ein Drittel der ursprünglichen Wand erhalten. Ost- und Hofseite wurden weitgehend erneuert. Statt Lehmstakungen wurden zu erneuernden Gefache mit Hohllochziegeln vermauert. Bei Aufnahme der Arbeiten waren noch 65 % der ursprünglichen Konstruktion und 20 % der Lehmstackungen vorhanden, letztere aber weitgehend unzusammenhängend. Nach Fertigstellung war etwa ein Drittel der historischen Bausubstanz verblieben. Im Laufe der Zeit erfolgte Veränderungen, wie die Schaffung neuer, größerer Fensteröffnungen, eine Haustür in der westlichen Fassade zur Diele und massive Mauern mit Schlot im Bereich der Küche, wurden wieder auf den ursprünglichen Zustand zurückgeführt. So erhielt das Haus, nach einem befundeten ursprünglichen Fenster, auch wieder die sehr kleinen, bauzeitlichen Fenster.
Eine ursprünglich zur Straße hin bestehende Klöntür wurde auf die Hofseite umgesetzt. Der untere Teil der Tür ist mit Blendarkaden verziert.
Nach dem Umbau wurde im Haus ein Museum eingerichtet und 1976 eröffnet. Es informiert seither in Form einer Ausstellung über die Geschichte des Fachwerkbaus vom 14. bis zum 20. Jahrhundert. Die einzelnen Stile des Quedlinburger Fachwerkbaus werden anhand von Modellen anschaulich dargestellt. Verschiedene Aspekte, wie prachtvolle Ornamente oder Inschriften werden dabei besonders beschrieben. Besonders die geretteten Teile von prachtvollen Knaggen bspw. des 1901 abgerissenen Bäckergildehauses bestechen durch ihre Detailfreude. Wichtigstes Ausstellungsstück ist jedoch das Fachwerkhaus, dessen Konstruktion als leicht und etwas schwankend beschrieben wird.
Im Juli 1997 wurde das Gebäude bei einem Brandanschlag stark beschädigt. Der Kassenraum brannte aus, mehrere aus anderen, abgerissenen Gebäuden geborgene Bauteile verkohlten. An der Westfassade brannten zwei Ständer inklusive Streben, Riegel und Deckenbalken wurden stark beschädigt. Es entstand ein Sachschaden von 100.000 DM. Eine neue Sanierung fand unter Einbeziehung des gleichfalls denkmalgeschützten Nachbargebäudes Wordgasse 2 statt.